# Henri Tomasi
Henri Frédien Tomasi, född 17 augusti 1901 i Marseille, död 13 januari 1971 i Paris, var en fransk kompositör och dirigent.

## Biografi
Redan vid sex års ålder började Tomasi att studera piano vid konservatoriet i Marseille. Han fortsatte sedan sina studier vid Conservatoire national supérieur de musique et de danse de Paris. 1927 tog han sin examen från samma konservatorium. Bara något år sedan vann han ett pris i kompositionstävlingen Prix de Rome med sin kantat Coriolan. 1931 slog han igenom som orkesterdirigent när han blev chefsdirigent för orkestern i Radio-Colonial. Eftersom han var en viktig personlighet inom det franska musiklivet blev han medlem i gruppen "Triton" där förutom Tomasi, också bland andra kompositörerna Darius Milhaud, Arthur Honegger och Francis Poulenc var medlemmar. 

## Lista över verk
- Operor
  - Don Juan de Mañara (1944)
  - L'Atlantide (1954)
  - Sampiero Corso (1956)
  - Le Silence de la mer (1963)
  - Ulysse ou le beau périple (1961)
- Balletter
  - Vocero (1951)
  - Noces de cendres (1954)
  - Dassine, Sultane du Hoggar (1959)
  - L'Eloge de la folie (1968)

- Orkesterverk
  - Tam-Tam, Symfoniskt poem (1931)
  - Symphonie en ut (1940)
  - Fanfares liturgiques (1947)
  - Chant pour le Vietnam (1968)
  - Symphonie du tiers-monde en hommage à Hector Berlioz (1969)

- Solokonserter
  - Cyrnos, Symfoniskt poem för piano och orkester (1929)
  - Ballade för altsaxofon och orkester (1938)
  - Konsert för trumpet och orkester (1948)
  - Konsert för altsaxofon och orkester (1949)
  - Konsert för viola och orkester (1950)
  - Konsert för klarinett och stråkorkester (1955)
  - Konsert för trombon och orkester (1957)
  - Konsert för fagott och orkester (1958)
  - Konsert för violin och orkester (1962)
  - Concerto de Printemps för flöjt och orkester (1966)
  - Konsert för gitarr « à la mémoire d'un poète assassiné, F.G. Lorca » (1966)
  - Highlands'ballad, för harpa och orkester (1966)
  - Konsert för cello och orkester (1969)

- Kammarmusik'
  - Variations sur un thème corse (1925)
  - Stråktrio (1938)
  - Divertimento corsica (1951)
  - Cinq danses profanes et sacrées, för blåskvintett (1959)
  - Être ou ne pas être, för brass (1962)
  - Printemps, för blåssextett (1964)
  - Invocations et danses rituelles (1969)

- Soloröster och piano eller orkester
  - Chants corses (1932)
  - Cantu di Cirnu (1933)
  - Cinq chants laotiens (1933)
  - Chants de Geishas (1935)
  - Noa-Noa (1957)
  - La Chèvre de Monsieur Seguin (1963)
  - La mort du petit Dauphin (1964)
  - Le Sous-préfet aux champs (1964)

- Kör och orkester
  - Requiem pour la paix (1946)
  - Douze Noëls de Saboly (1961)
  - Retour à Tipasa (postumt verk, 1985)

- Kör
  - Douze chants de l'Ile de Corse (1961)